# ガルフ・タイムズ
ガルフ・タイムズ（英語: Gulf Times）はカタールのドーハで発行されている英字新聞である。1978年に創刊された。カタール国内では、1995年に創刊されたザ・ペニンシュラと2006年に創刊されたカタール・トリビューンを含めた国内に3つある英字新聞の1つである。ガルフ・タイムズは現在発刊されているカタールの新聞の中で国内最古の歴史を持つ。

## 歴史
ガルフ・タイムズは1978年6月1日に「ガルフ・パブリッシング・アンド・プリンティング・オーガニゼーション」の初の出版事業として設立された。1978年8月5日にカタール国内の法律審査を受けた。ガルフ・タイムズ編集長で、後に1979年に5月10日に創刊された姉妹紙でアラビア語新聞のアッ・ラーヤ（الراية）編集長も務めたユーセフ・ジャーシム・ダルウィーシュのもと、ガルフ・タイムズの創刊号が1978年12月10日に白黒のタブロイド版として発行された。
ガルフ・タイムズは現存している中でカタール最古の歴史を持つ新聞である。（カタール最古の新聞であったアラビア語新聞のアル・アラブは1990年代なかばに廃刊している。）
1993年1月1日、ガルフ・タイムズとアッ・ラーヤを発行していた新聞社、ガルフ・パブリッシング＆プリンティング・カンパニーはアル・ヒラール地区Cリング・ロードにある新本社へと移転して規模が拡大、発行部数を増やすことができるようになった。さらに、発行サイズも大きくできるようになっただけでなく、図面を取り入れた記事を作成可能となった。
1995年12月、ガルフ・タイムズはタブロイド紙からブランケット判の新聞へと変更し、内容も充実させることができるようになった。
ガルフ・タイムズは通常40ページで構成されており、「Time Out」と呼ばれるコラムも設けられている。
ガルフ・タイムズはカタールの英語市場を牽引する出版物の1つである。ペルシア湾地方でよく見られる自己検閲を行わず報道を行う点は他の新聞社と大きく異なる特徴である。ガルフ・タイムズはカタール国民による重犯罪の報道や、アルコールのブラックマーケットなど他のネガティブな社会問題の報道を含む刑事裁判の判決の報道を行ったパイオニアであったが、報道には次第に保守化傾向が見られるようになっている。ガルフ・タイムズは非常に若いラクダジョッキーの虐待に関して報道を行った最初の新聞でも有り、これは複数の湾岸国家に見られるラクダレース産業の改革につながったと信じられている。